# Музей голограм (Київ)
Музе́й гологра́м — примітна виставка в комплексі музеїв на території Верхньої Лаври. Відкрита в 1995 році. На ній представлені голографічні копії найцінніших предметів, що зберігаються у фондах Національного Києво-Печерського історико-культурного заповідника та Національного музею історії України. Копії виконані у вигляді голографічних скляних дисплеїв з внутрішнім шаром спеціальної фотоемульсії.
Голографія — створення за допомогою лазерного променя тривимірного зображення предмету, тобто його об'ємної копії, а голограма — саме оптичне зображення в тривимірній моделі. Народження голографії пов'язано з ім'ям Д. Габора, який в 1947 р. теоретично довів можливість виготовлення об'ємних копій предметів.
На виставці можна побачити голографічні копії знаменитої «Золотої Пекторалі» — нагрудної прикраси і символу влади скіфського царя IV ст. до н. е.; портретного бюста Ярослава Мудрого; культових предметів: ікон, роздавальниць, хрестів, потирі, окладів Євангелія тощо. Ряд голограм представляють жіночі прикраси доби Київської Русі, виготовлені переважно зі срібла і прикрашені перетинчастою емаллю.
Північну стіну великого залу виставки прикрашає картина сучасного українського художника Павла Тараненко «Історія релігії», написана в техніці «енкаустики» (техніка, в якій сполучною речовиною є віск) (1990 р.), а також хрест XVIII століття з фондової колекції Національного Києво-Печерського заповідника.